# Arsienał Dzierżynsk
Arsienał Dzierżynsk – białoruski klub piłkarski z siedzibą w mieście Dzierżyńsk, grający w Wyszejszaja liha.

## Historia
Klub został założony w styczniu 2019 roku. Założycielami było dwóch przedsiębiorców i biznesmenów – Aleksiej Mieleszkiewicz i Alex Russholm. Po powstaniu klub od razu złożył wniosek o możliwość gry w III lidze (Druhaja liha). Swój pierwszy mecz rozegrał 20 kwietnia. Po zakończeniu rozgrywek w 2019 roku, drużyna awansowała do Pierszoj lihi, w której rozgrywa mecze w obecnym sezonie.

## Sukcesy
| Sezon | Poziom ligowy       | Miejsce | Gole   | ±   | Pkt. | Uwagi |
| ----- | ------------------- | ------- | ------ | --- | ---- | ----- |
| 2019  | Druhaja liha (III)  | 1       | 119–14 | 105 | 76   | Awans |
| 2020  | Pierszaja liha (II) | 4       | 41–28  | 13  | 46   |       |